# TES
TES або Testin, також TESS (англ. Testin LIM domain protein) – білок, який кодується однойменним геном, розташованим у людей на короткому плечі 7-ї хромосоми. Довжина поліпептидного ланцюга білка становить 421 амінокислоту, а молекулярна маса — 47 996.
| 10         |  | 20         |  | 30         |  | 40         |  | 50         |
| ---------- |  | ---------- |  | ---------- |  | ---------- |  | ---------- |
| MDLENKVKKM |  | GLGHEQGFGA |  | PCLKCKEKCE |  | GFELHFWRKI |  | CRNCKCGQEE |
| HDVLLSNEED |  | RKVGKLFEDT |  | KYTTLIAKLK |  | SDGIPMYKRN |  | VMILTNPVAA |
| KKNVSINTVT |  | YEWAPPVQNQ |  | ALARQYMQML |  | PKEKQPVAGS |  | EGAQYRKKQL |
| AKQLPAHDQD |  | PSKCHELSPR |  | EVKEMEQFVK |  | KYKSEALGVG |  | DVKLPCEMDA |
| QGPKQMNIPG |  | GDRSTPAAVG |  | AMEDKSAEHK |  | RTQYSCYCCK |  | LSMKEGDPAI |
| YAERAGYDKL |  | WHPACFVCST |  | CHELLVDMIY |  | FWKNEKLYCG |  | RHYCDSEKPR |
| CAGCDELIFS |  | NEYTQAENQN |  | WHLKHFCCFD |  | CDSILAGEIY |  | VMVNDKPVCK |
| PCYVKNHAVV |  | CQGCHNAIDP |  | EVQRVTYNNF |  | SWHASTECFL |  | CSCCSKCLIG |
| QKFMPVEGMV |  | FCSVECKKRM |  | S          |  |            |  |            |

A: Аланін

C: Цистеїн

D: Аспарагінова кислота

E: Глутамінова кислота

F: Фенілаланін

G: Гліцин

H: Гістидин

I: Ізолейцин

K: Лізин

L: Лейцин

M: Метіонін

N: Аспарагін

P: Пролін

Q: Глутамін

R: Аргінін

S: Серин

T: Треонін

V: Валін

W: Триптофан

Задіяний у такому біологічному процесі, як альтернативний сплайсинг. 
Білок має сайт для зв'язування з іонами металів, іоном цинку. 
Локалізований у цитоплазмі, клітинних контактах.